# قرار مجلس الأمن التابع للأمم المتحدة رقم 1805
قرار مجلس الأمن التابع للأمم المتحدة رقم 1805، المتخذ بالإجماع في 20 مارس 2008.

## القرار
في أعقاب المناقشة المفتوحة حول التهديدات التي يتعرض لها السلام والأمن الدوليان، مع تركيزه على المديرية التنفيذية للجنة مكافحة الإرهاب، مدد مجلس الأمن ولاية المديرية حتى 31 كانون الأول / ديسمبر 2010، ووافق على إجراء مراجعة مؤقتة بحلول 30 حزيران / يونيو 2009 وإلقاء نظرة شاملة على عملها قبل انتهاء الولاية.
وباعتماد القرار، الذي شدد على أن الهدف الشامل للجنة مكافحة الإرهاب هو ضمان التنفيذ الكامل للقرار 1373 (2001)، حث المجلس المديرية التنفيذية على تعزيز دورها في تيسير المساعدة التقنية من أجل تنفيذ القرار بهدف زيادة قدرات الدول الأعضاء في مكافحة الإرهاب. وحث المجلس المديرية أيضا على تكثيف التعاون مع المنظمات الدولية والإقليمية ودون الإقليمية.
ورحب المجلس بالإحاطة التي قدمها المدير التنفيذي في 19 آذار / مارس وتطلع إلى «الدراسة الاستقصائية العالمية لتنفيذ القرار 1373 (2001)». وأوعز إلى لجنة مكافحة الإرهاب بتقديم تقرير سنوي عن تنفيذ ذلك القرار، وطلب من اللجنة أن تقدم تقريرا شفويا إلى المجلس، من خلال رئيسه، كل 180 يوما على الأقل عن عملها الشامل وعمل المديرية التنفيذية لمكافحة الإرهاب.

## روابط خارجية
- نص القرار في undocs.org